# Tanaecia dhayma
Tanaecia dhayma är en fjärilsart som beskrevs av Hans Fruhstorfer 1913. Tanaecia dhayma ingår i släktet Tanaecia och familjen praktfjärilar. Inga underarter finns listade i Catalogue of Life.